# Кастау (Хунедоара)
Кастау (рум. Căstău) насеље је у Румунији у округу Хунедоара у општини Бериу. Oпштина се налази на надморској висини од 245 m.

## Становништво
Према подацима из 2002. године у насељу је живело 1188 становника, од којих су сви румунске националности.